# Udo Egleder

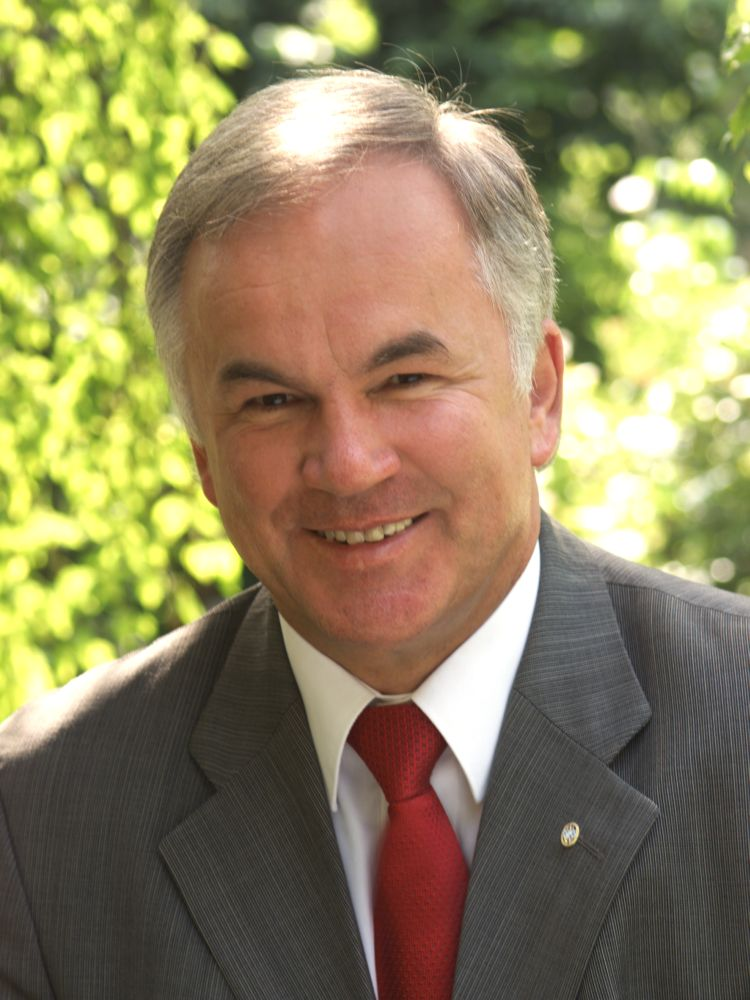
Udo Egleder

Udo Georg Egleder (* 2. Juli 1951 in Steinberg) ist ein bayerischer Landespolitiker. Als Abgeordneter der SPD gehörte er in den Jahren 1994 bis 2003 dem Bayerischen Landtag an. Von Mai 2008 bis 30. September 2008 war er als Nachrücker für Jürgen Dupper erneut im Parlament.

## Werdegang
Egleder besuchte die Grundschule in Marklkofen und später das Gymnasium Dingolfing, das er im Jahr 1971 mit dem Abitur abschloss. Nach dem 18-monatigen Grundwehrdienst nahm er in Regensburg ein Lehramtsstudium auf. Seit dem Jahr 1979 ist er als Volksschullehrer im Schulamtsbezirk Dingolfing-Landau tätig.
Seit den Kommunalwahlen im Frühjahr 1990 gehört Egleder dem Stadtrat von Dingolfing und dem Kreistag im Landkreis Dingolfing-Landau an. Im SPD-Kreisverband seines Heimatlandkreises ist er Vorsitzender. Bei den Landtagswahlen im Herbst 1994 zog er über die Liste im Wahlkreis Niederbayern erstmals als Abgeordneter in den Bayerischen Landtag ein und errang auch bei den Wahlen 1998 ein Mandat. Im Jahr 2003 verlor er nach deutlichen Stimmverlusten der SPD sein Mandat. Im Mai 2008 rückte er für den neu gewählten Passauer Oberbürgermeister Jürgen Dupper wieder in den Landtag nach. Bei den Landtagswahlen 2008 scheiterte er jedoch im Stimmkreis Dingolfing und konnte auch nicht mehr über die Bezirksliste Niederbayern der SPD in den Landtag einziehen.
Neben seiner beruflichen und politischen Tätigkeit übernahm Egleder eine Reihe ehrenamtlicher Funktionen beim Bayerischen Jugendring und bei der Bayerischen Sportjugend. Im März 2008 wurde er zum Vorsitzenden des Bayerischen Landes-Sportverbandes (BLSV) im Sportbezirk Niederbayern gewählt. Außerdem ist er Vorsitzender des Fördervereins seiner früheren Schule.

## Ehrungen
- 2009: Verdienstkreuz am Bande der Bundesrepublik Deutschland